# Cantabile e Valtz
Pour les articles homonymes, voir Cantabile (homonymie).
Cantabile e Valtz en mi majeur M.S. 45, op. 19, est une œuvre pour violon et guitare composée par Niccolo Paganini en 1823. 
Le chant libre, avec la naïveté d'un air populaire, est en même temps proche de ce style belliniste que Paganini affectionne. Avec un minimum d'accompagnement, ce chant devient dansant, presque guilleret, vrai jeu enfantin pour un intrépide comme Paganini. 
Son exécution dure approximativement 4 minutes. 